# 大坪檀
大坪 檀（おおつぼ まゆみ、1929年4月13日 - ）は、日本の実業家、著述家、経営学者（マーケティング論・経営戦略論）。筆名は千尾 将（ちお まさる）。
学位はMaster of Business Administration（カリフォルニア大学ロサンゼルス校・1957年）。
静岡産業大学総合研究所所長（初代）、学校法人新静岡学園学園長（初代）・理事・顧問、一般財団法人ふじのくに医療城下町推進機構理事長（初代）、公益財団法人世界緑茶協会理事、静岡県立大学名誉教授。
ブリヂストンタイヤ株式会社での勤務を経て、株式会社ブリヂストン経営情報部部長、株式会社ブリヂストン宣伝部部長、静岡県立大学経営情報学部教授、静岡県立大学経営情報学部学部長（第4代）、静岡県立大学学長補佐、静岡産業大学国際情報学部教授、静岡産業大学学長（第2代）、学校法人第二静岡学園副理事長、学校法人新静岡学園理事長（第2代）などを歴任した。

## 来歴

### 生い立ち
1929年4月13日生まれ、東京府出身。東京都立青山中学校を経て、東京大学に進学した。東京大学では経済学部にて学び、1953年に卒業した。その後、アメリカ合衆国に渡った。カリフォルニア大学ロサンゼルス校の経営大学院にて学び、1957年にMaster of Business Administrationの学位を取得した。

### 実業界にて
1958年、ブリヂストンタイヤに入社する。その後、ブリヂストンタイヤはブリヂストンに改組されたが、引き続き勤務した。経営情報部や宣伝部で部長を務めた。また、米国法人では経営責任者を務めるなど、ブリヂストングループの要職を歴任した。経営情報部で部長となってからは、ブリヂストングループを率いる石橋正二郎を側近として補佐した。その間、石橋から薫陶を受けるとともに、脱同族経営に取り組む石橋を支えた。その傍らで、上智大学では講師を兼任し、ハーバード大学やノースカロライナ州立大学では客員研究員を兼任した。また、現代経営研究会の中心であった経営学者の野田一夫の薫陶を受けた。

### 学界にて
経営学者の清成忠男に勧められ、新設された静岡県立大学に1987年に転じ、経営情報学部の教授に就任した。1996年4月には、中村義作の後任として、経営情報学部の学部長に就任した。そのほか、学長補佐を務めるなど、静岡県立大学の要職を歴任した。退職に際して、静岡県立大学より名誉教授の称号を贈られた。
1998年4月に静岡産業大学に転じ、国際情報学部の教授に就任した。さらに、守永誠治の後任として、2000年4月に学長に就任した。「大化け教育」 を謳い、教育第一主義を掲げて学生のための大学の実現を目指した。2012年3月31日に学長を退くとともに、同年4月1日に学内に新設された総合研究所の所長に就任した。なお、後任の学長には三枝幸文が就いた。また、静岡産業大学を設置・運営する学校法人である第二静岡学園においては理事を務めており、2005年6月からは副理事長を務めていたが、2011年4月1日に第二静岡学園は新静岡学園に改組された。新静岡学園となってからも引き続き理事を務めていたが、野中雅生の後任として2012年6月23日に理事長に就任した。2016年6月22日で任期満了により理事長を退任し、それ以降は学園長と顧問を務めるとともに、引き続き理事として在任した。なお、後任の理事長には三枝幸文が就いた。また、静岡産業大学では総合研究所発足当初から所長を務めていたが、こちらは理事長退任後も引き続き所長を務めている。
そのほか、静岡県行財政改革推進委員会の委員や、富士山静岡空港二次交通検討会議の座長といった役職を兼任するなど、公的活動にも従事している。公益財団法人である世界緑茶協会では理事などを務めた。2017年からは、一般財団法人として新設されたふじのくに医療城下町推進機構にて理事長に就任した。

## 研究
本名での執筆活動に加え「千尾将」名義での執筆活動も行っており、著書も多数上梓した。マーケティング論や時間管理など経営学関連の著作が多いが、ビジネスマン向けの自己啓発本や、自身の執筆体験に基づいた出版指南本なども著している。

## 人物
- ブリヂストンでは経営情報部の部長として石橋正二郎の補佐を務めたが[2]、その経験を通じて石橋に心酔した。そのときの経験について「石橋さんの下で学んだことが博士課程と同じ」[2]「自分の博士課程はブリヂストンだ」[2] と表現しており、それが「人生最大の宝」[2] だとしている。
- 静岡産業大学にて学長に就任すると、多摩大学学長などを歴任した野田一夫を参考にし[3]、学生への教育を重視する改革に取り組んだ[3]。また、法政大学総長などを歴任した清成忠男からは、大学改革の手法についてアドバイスを受けていた[3]。なお、かつて現代経営研究会にて野田から指導を受けたことがあり[3]、その頃から野田の影響を受けていた。また、実業界から学界に転身するきっかけをもたらしたのは、清成であった[3]。そのため、野田と清成に対する感謝の念は厚く、両名について「人生で忘れ得ぬ恩人」[3] であるとしている。なお、野田、清成、大坪の3名は、いずれも東京都立青山高等学校、および、その前身校の出身者である[3]。

## 略歴
- 1929年 - 東京府にて誕生[2]。
- 1953年 - 東京大学経済学部卒業[2]。
- 1957年 - カリフォルニア大学ロサンゼルス校経営大学院修了[2]。
- 1958年 - ブリヂストンタイヤ入社[4]。
- 1987年 - 静岡県立大学経営情報学部教授[4]。
- 1996年 - 静岡県立大学経営情報学部学部長[5]。
- 1998年 - 静岡県立大学退職。
- 1998年 - 静岡産業大学国際情報学部教授[4]。
- 1998年 - 静岡県立大学名誉教授。
- 2000年 - 静岡産業大学学長[4]。
- 2005年 - 第二静岡学園副理事長[4]。
- 2012年 - 静岡産業大学総合研究所所長[2][6]。
- 2012年 - 新静岡学園理事長[2][8]。
- 2016年 - 新静岡学園学園長[9]。
- 2016年 - 新静岡学園顧問[9]。
- 2017年 - ふじのくに医療城下町推進機構理事長。

## 著作

### 大坪檀名義

#### 単著
クレジット表記は全て「大坪檀著」。
- 『経営破滅に力をかすもの――経営の墓掘り人』白桃書房、1963年。
- 『社長室――組織化された会社の頭脳』ダイヤモンド社、1964年。
- 『ワンマン経営のすすめ』実業之日本社、1964年。
- 『技術者のための経営学――技術革新時代の経営常識』講談社、1966年。
- 『第一線ビジネス学のすすめ』日本経営出版会、1968年。
- 『ビジネスマンの知恵と行動』池田書店、1969年。
- 『自己啓発ノート』日本経営出版会、1971年。
- 『技術者のためのマーケティング――製品から商品へ』日刊工業新聞社、1987年。ISBN 4526021377
- 『コーポレート・コミュニケーション』中央経済社、1992年。ISBN 4502518646
- 『大学のマネジメント・その実践――大学の再生戦略』学法文化センター出版部、2005年。ISBN 490771100X
- 『大化けの極意 人生を変える大化けスイッチ』静岡新聞社 2016

#### 訳（単独）
- ラルフ・M・バーンズ『動作・時間研究』日刊工業新聞社、1960年。
- ラルフ・C・デヴィス『管理者のリーダーシップ』日本生産性本部、1962-1963年。
- H・クーンツ、C・オドンネル『経営管理と経営計画』ダイヤモンド社、1965年。
- H・クーンツ、C・オドンネル『経営統制』ダイヤモンド社、1966年。
- ジョン・S・モーガン『創造力開発法』講談社、1970年。
- ラルフ・M・バーンズ『最新動作・時間研究――人間性志向の仕事設計法』産能大学出版部、1990年

#### 訳（共同）
- H・B・メーナード編『トップ・マネジメント・ハンドブック――国際化時代の経営理論と行動』茂木友三郎,西潟真澄 共訳 池田書店、1967年。
- H・クーンツ、C・オドンネル、高宮晋監修、監訳『経営計画』マグロウヒル好学社、1979年
- H・クーンツ、C・オドンネル『経営統制』監訳 高宮晋監修 マグロウヒル好学社、1979年
- サミュエル・A・カルバート、ジョン・J・マクドナー『ビジネスマンの見えない戦争――組織で自分を活かすタクティクス』伊藤長正共監訳PHP研究所、1981年。
- セオドア・W・シュルツ『「人間資本」の経済学』伊藤長正共訳日本経済新聞社、1985年
- ダニエル・ポープ『説得のビジネス――現代広告の誕生』伊藤長正共監訳 電通、1986年
- ハーベイ・H・シーガル『アメリカ経済再構築――経営者支配の崩壊と新しい企業体制』長谷川成海 共訳 TBSブリタニカ、1991年
- レスター・R・ビッテル『36時間管理者実践講座――72のケース・スタディで身につく実務の知恵』佐々木聡,小島茂,北大路信郷 共訳 ダイヤモンド社、1993年
- ジェフリー・L・セグリン『36時間マーケティング講座――売れる仕組みをつくる12のレッスン』杉本徹雄,小島茂 共訳 ダイヤモンド社、1994年

#### 編著、監修、など
- 青山英男共編著『続・情報社会と経営』文眞堂、1998年。ISBN 4830943149
- 編『Challenge――静岡県立大学経営情報学部創立10周年記念誌』静岡県立大学経営情報学部、1998年
- 監修、O-CHA学構想会編『お茶のなんでも小事典――飲み方、食べ方、利用法の科学』講談社、2000年
- 北大路信郷共監修、静岡県、静岡総合研究機構編著『県庁を変えた「ひとり1改革運動」みんなで改革・大きな成果』時事通信出版局、2007年。ISBN 4788707721

### 千尾将名義

#### 単著
クレジット表記は全て「千尾将著」。
- 『アメリカ・ビジネスの24時間――その栄光と翳り』産業能率大学出版部、1979年。
- 『プロセス思考とリザルト思考――日本人を評価するものは何か』PHP研究所、1980年。
- 『「30分」で革命を起こせ!――時間がなくてもこれだけできる飛躍へのタイム・マネジメント』PHP研究所、1981年。
- 『驚異の生き方活性術――こうすれば二倍楽しく四倍充実30歳からのサラリーマン・ライフ』PHP研究所、1982年。
- 『アメリカ・ビジネス事情――実務の実態と日米比較』産業能率大学出版部、1982年。
- 『本を書くための本――構想から、取材・執筆、本を出すまでのノウ・ハウ』実務教育出版、1986年
- 『新タイム・マネジメント――夢と時間の増殖法』ティビーエス・ブリタニカ、1987年
- 『「時間」創造の技法』講談社、1988年
- 『タイミングをどうつかむか――時間活用の決め手』プレジデント社、1988年。ISBN 4833413191
- 『“脱年齢社会”をどう生きるか――七掛人生のすすめ』TBSブリタニカ、1989年。ISBN 4484892162
- 『時間資産の知的活用術――西暦2000年へのビジネス&ライフスタイルをつくる』実務教育出版、1989年
- 『大学で教えない実戦経営学――経営戦略から自己啓発まで40講』ダイヤモンド社、1990年。ISBN 4478730547
- 『「戦略的発想」を磨く本――ビジネスと人生を成功に導く88の視点』実務教育出版、1994年。ISBN 4788916371
- 『「戦略的発想」を磨く本――大局を読んで競争に勝つ88の視点』実務教育出版、2003年。ISBN 4788907097

#### 訳
- アラン・ラーキン『ラーキンの時間管理の法則――重要なことをより多く実行する法』実務教育出版、1978年。
- ハウアード・ジャービス、ロバート・パック『減税闘争――アメリカ国民の果敢な闘い』PHP研究所、1981年。
- H・レイノルズ、M・E・トラメル『レイノルズの成功する時間管理――8時間で12時間分の仕事をする方法』実務教育出版、1982年
- ジェラルド・マース『職場の犯罪』日本経済新聞社、1984年。
- ハリー・レビンソン、スチュアート・ローゼンソール『CEO――会社の命運をにぎる男たち』TBSブリタニカ、1986年
- J・ディーボルド『企業の情報武装戦略――情報に強い会社が生き残る』産業能率大学出版部、1987年

### 註釈
1. ↑  東京府は、のちの東京都に該当する。
2. ↑  静岡産業大学国際情報学部は、のちの静岡産業大学情報学部の源流の一つとなった。

## 関連人物
- 石橋正二郎
- 清成忠男
- 三枝幸文
- 野田一夫